# Perrhybris
Genre
Le genre Perrhybris regroupe des lépidoptères (papillons) de la famille des Pieridae et de la sous-famille des Pierinae.

## Dénomination
Perrhybris est le nom donné par Jacob Hübner en 1819.
Ils résident en Amérique.

## Liste des espèces
- Perrhybris lorena (Hewitson, 1852); en Équateur, en Bolivie et au Pérou.
- Perrhybris lypera (Kollar, 1850); en  Colombie, en Équateur et au Costa Rica.
  - Perrhybris lypera lypera; en  Colombie
  - Perrhybris lypera septentrionalis Röber, 1928 au Costa Rica.
  - Perrhybris lypera sulphuralis (Butler, 1896); en  Colombie et en Équateur
- Perrhybris pamela (Stoll, [1780])
  - Perrhybris pamela pamela; au Surinam.
  - Perrhybris pamela alethina (Butler, 1872); à Panama et au Costa Rica.
  - Perrhybris pamela amazonica Fruhstorfer, 1907; au Pérou.
  - Perrhybris pamela bertha Lamas, 1981; au Pérou.
  - Perrhybris pamela bogotana (Butler, 1898); en  Colombie
  - Perrhybris pamela boyi Zikán, 1940; au Brésil
  - Perrhybris pamela carmenta Fruhstorfer, 1907 en Bolivie et au Pérou.
  - Perrhybris pamela chajulensis J. & R. G. Maza, 1989; au Mexique et au Honduras
  - Perrhybris pamela eleidias Hübner, [1821]; au Brésil
  - Perrhybris pamela flava (Oberthür, 1896)
  - Perrhybris pamela fruhstorferi Röber, 1908; à Panama
  - Perrhybris pamela glessaria Fruhstorfer, 1907; en Équateur
  - Perrhybris pamela incisa Fruhstorfer, 1907; au Brésil
  - Perrhybris pamela lucasi Fruhstorfer, 1907; en Guyane.
  - Perrhybris pamela malenka (Hewitson, 1852); au Venezuela.
  - Perrhybris pamela mapa J. & R. G. Maza, 1989; au Mexique
  - Perrhybris pamela mazuka Lamas, 1981; au Pérou.

### Source
- (en) funet